# Giáo hoàng Gioan III
Gioan III (Latinh: Joannes III) là người kế nhiệm Giáo hoàng Pelagius I và là vị Giáo hoàng thứ 61 của Giáo hội Công giáo. Theo niên giám tòa thánh năm 1806 thì ông đắc cử Giáo hoàng vào năm 560 và ở ngôi trong 13 năm. Niên giám tòa thánh năm 2003 xác định triều đại của ông bắt đầu từ ngày 17 tháng 7 năm 561 và kết thúc vào ngày 13 tháng 7 năm 574.
Truyền thống cho rằng John III sinh tại Rôma với tên khai sinh là Catelinus. Trong suốt triều Giáo hoàng của ông quân Lombard xâm lăng nước Ý tạo ra một thảm cảnh thất vọng. Ngài cứu nước Ý thoát khỏi người Man Di, vì trong cuộc tiến công tàn bạo của quân Lombard theo lệnh Narsete, ngài đã tập họp tất cả những người dân Ý chống lại những hành động dã man của quân xâm lăng.